# Oito por mil
Oito por mil (em italiano:  otto per mille) é uma lei italiana segundo a qual os contribuintes italianos devolvem um 8‰ = 0,8% (oito por mil) de sua declaração anual de imposto de renda para uma religião organizada reconhecida pela Itália ou, alternativamente, para um regime de assistência social estatal.
No formulário IRE, as pessoas declaram opcionalmente um destinatário. Se não o fizerem, a lei determina que esse valor não declarado seja distribuído entre os destinatários normais de tais impostos na proporção do que já receberam de declarações expressas. No período de 1990 a 2007, 42,7% manifestaram escolha, em média.
Um esquema semelhante foi introduzido em 2006 para financiar com cinco por mil entidades que realizam atividades socialmente relevantes (por exemplo, pesquisa científica sem fins lucrativos).

## História
As relações entre a Itália e as confissões religiosas em seu território remontam ao Estatuto Albertino de 1848, que se aplicava primeiro ao Reino da Sardenha e depois ao Reino da Itália. Seu primeiro artigo declarou a "religião católica apostólica romana" a única religião do Estado e concedeu tolerância legal a todas as outras confissões religiosas então presentes.
Sob os tratados de Latrão de 1929, que foram incorporados na Constituição da República Italiana de 1948, o Estado pagava um pequeno salário mensal, chamado de congrua, aos clérigos católicos como compensação pela nacionalização das propriedades da Igreja no momento da unificação da Itália. Este terminou em 31 de dezembro de 1986, com a entrada em vigor, como resultado de um acordo de 1984 entre o governo e a Santa Sé do sistema "oito por mil".

## Status atual
A partir de 2015 existem 12 possíveis beneficiários do imposto:
- O próprio Estado
- Igreja Católica[3]
- União das Igrejas Metodistas e Valdenses[4]
- Igreja Adventista do Sétimo Dia[5]
- Assembleias de Deus na Itália[6]
- União das Comunidades Judaicas Italianas[7]
- Igreja Evangélica Luterana na Itália[8]
- União Cristã Evangélica Batista da Itália[9]
- Arquidiocese Ortodoxa Grega da Itália[10]
- Igreja Apostólica na Itália[11]
- União Budista Italiana[12]
- União Hindu Italiana[13]

Além disso, foi assinado um acordo com as Testemunhas de Jeová, mas ainda não recebeu ratificação parlamentar.
Em 2015, foi assinado um acordo com o Instituto Budista Italiano Soka Gakkai, que foi aprovado por lei em 28 de junho de 2016.
A Igreja de Jesus Cristo dos Santos dos Últimos Dias, apesar de ter feito um acordo em 4 de abril de 2007, ratificado pela Lei 127 de 30 de julho de 2012, recusa-se a participar da divisão dos fundos.
Atualmente não é possível designar uma organização islâmica, apesar da população italiana de mais de 1,4 milhão de muçulmanos. As questões citadas incluem a falta de uma autoridade central única para a religião, preocupações sobre organizações extremistas islâmicas serem as receptoras de fundos e crenças muçulmanas sobre poligamia, educação e direitos das mulheres que potencialmente contradizem a Constituição.

## Utilização
Embora a lei de 1985 sobre o assunto declarasse que a parcela do Estado dos recursos seria destinada a despesas extraordinárias, como a fome mundial, desastres naturais e refugiados, desde 2004 grande parte é empregada para fins gerais. Em 2004, foram assim empregados 80 milhões de euros de um total de cerca de 100 milhões de euros, o que gerou críticas ao facto de parte ter sido utilizada para financiar a missão militar italiana no Iraque. Devido à sua situação financeira em 2011, o governo decidiu utilizar a totalidade do montante de cerca de 145 milhões de euros para fins diferentes dos indicados na lei de 1985: por exemplo, foram gastos 57.277.063 euros na melhoria da infraestrutura prisional.
As finalidades para as quais os grupos religiosos podem utilizar suas parcelas são estabelecidas nos acordos firmados com o governo. No caso da Igreja Católica, as finalidades são especificadas no artigo 48 da lei de 1985: "o culto às necessidades do povo, o sustento do clero, as atividades caritativas em favor da sociedade italiana e do Terceiro Mundo". Todos os anos a Conferência Episcopal Italiana publica as proporções que atribui sob vários títulos. Assim, na sua assembleia de maio de 2012 aprovou a seguinte distribuição (em milhares de euros):
- 1.148.076 Valor total recebido (100,0%)
- 479.226 Adoração e trabalho pastoral (41,7%)
  - 156.000 Para as dioceses (para culto e trabalho pastoral) (13,6%)
  - 190.000 edifícios para adoração (16,5%)
    - 125.000 Novos edifícios para culto (10,9%)
    - 65.000 Salvaguarda dos bens culturais da Igreja (5,7%)

  - 64.226 Fundo para catequese e educação cristã (5,6%)
  - 12.000 tribunais eclesiásticos regionais (1,0%)
  - 57.000 Necessidades de importância nacional (5,0%)
- 255.000 atividades beneficentes (22,2%)
  - 125.000 Para as dioceses (para caridade) (10,9%)
  - 85.000 Terceiro Mundo (7,4%)
  - 45.000 Necessidades de importância nacional (3,9%)
- 363.850 Apoio financeiro ao clero (31,7%)
- 50.000 Reserva para uso futuro para adoração, trabalho pastoral e caridade (4,4%)

O apoio financeiro ao clero eleva seu salário a um certo nível, como € 852,93 por mês para um padre no início de seu serviço e € 1.308,57 por mês para um bispo no máximo de seus incrementos bienais (números de 2007).

## Escolhas expressas pelos contribuintes
Nos primeiros quinze anos do sistema houve um aumento gradual da porcentagem daqueles que escolheram suas contribuições para ir para a Igreja Católica e uma diminuição correspondente daqueles que escolheram o Estado como beneficiário. Dos que exerceram uma escolha, 76,17% optaram pela Igreja Católica em 1990, aumentando para 89,81% em 2004 e caindo para 86,05% em 2006 e 85,01% em 2007. Como em 2007, por exemplo, apenas 43,50% dos que declararam seus rendimentos manifestaram opção, os que indicaram a Igreja Católica como beneficiária eram menos de 37% dos contribuintes, número muito inferior à proporção de italianos que se declaram católicos, o que correspondia mais à proporção que optava pela Igreja entre aqueles que indicavam uma escolha. As declarações a favor do Estado, que eram de 22,31% em 1990, caíram para o menor nível histórico de 7,60% em 2005, recuperando-se posteriormente e atingindo 11,95% em 2007.